# Orionova meglica
Oriónova meglíca (tudi Velíka meglíca, Oriónov mèč in znana tudi kot Messier 42, M42 ali NGC 1976) je difuzna (emisijska) meglica v ozvezdju Oriona. Verjetno je najsvetlejša difuzna meglica na nebu, vidna s prostim očesom. Zelo dobro je vidna celo v slabših binokularjih.
Meglica je oddaljena od Zemlje 0,49 kpc (1500 sv. l.). Meglico je leta 1610 odkril francoski astronom Nicolas-Claude Fabri de Peiresc, leto kasneje 1611 pa neodvisno od njega švicarski astronom Johann Baptist Cysat, in od tedaj je navduševala ljubitelje nočnega neba in astronome.
Orionova meglica vsebuje mlado razsuto kopico z zelo mladimi zvezdami vrste T-Bika, ki še ne ležijo na glavnemu nizu in se nepravilno spreminjajo. Z novejšimi opazovanji in še posebej s Hubblovim vesoljskim daljnogledom so našli prek 150 zvezd, ki jih obkrožajo svetli prašni obroči. Ti naj bi predstavljali protoplanetne sestave.